# Barrington (Nuevo Hampshire)
Barrington es un pueblo ubicado en el condado de Strafford en el estado estadounidense de Nuevo Hampshire. En el Censo de 2010 tenía una población de 8.576 habitantes y una densidad poblacional de 68,21 personas por km².

## Geografía
Barrington se encuentra ubicado en las coordenadas 43°12′56″N 71°2′20″O / 43.21556, -71.03889. Según la Oficina del Censo de los Estados Unidos, Barrington tiene una superficie total de 125.73 km², de la cual 120.93 km² corresponden a tierra firme y (3.81%) 4.79 km² es agua.

## Demografía
Según el censo de 2010, había 8.576 personas residiendo en Barrington. La densidad de población era de 68,21 hab./km². De los 8.576 habitantes, Barrington estaba compuesto por el 96.92% blancos, el 0.47% eran afroamericanos, el 0.23% eran amerindios, el 0.97% eran asiáticos, el 0% eran isleños del Pacífico, el 0.21% eran de otras razas y el 1.2% pertenecían a dos o más razas. Del total de la población el 1.31% eran hispanos o latinos de cualquier raza.